# Nikola Jevtović
Nikola Jevtović (in serbo Никола Јевтовић?; Užice, 19 dicembre 1989) è un cestista serbo.

## Palmarès
- Coppa di Bosnia ed Erzegovina: 1

Igokea: 2018